# Květnice
Květnice település Csehországban, a Kelet-prágai járásban. Květnice Sluštice, Sibřina, Dobročovice és Prága településekkel határos. Lakosainak száma 1993 fő (2024. január 1.).

## Népesség
A település lakosságának változását az alábbi diagram mutatja:
| Lakosok száma | 248  | 268  | 254  | 171  | 136  | 1672 | 1465 | 1660 | 2205 | 1993 |
|               | 1869 | 1900 | 1921 | 1961 | 1980 | 2011 | 2016 | 2019 | 2021 | 2024 |